# Schlacht auf dem Pelennor
In der Fiktion J.R.R. Tolkiens findet vor den Toren der Stadt Minas Tirith die Schlacht auf dem Pelennor zwischen dem Heer von Gondor und dessen Verbündeten und den Truppen des Dunklen Herrschers Sauron statt. Tolkien lässt diese Schlacht im dritten Teil seines Romans Der Herr der Ringe stattfinden, Die Rückkehr des Königs. Die Schlacht auf dem Pelennor stellt darin die größte kriegerische Auseinandersetzung des Ringkriegs dar. Sie findet auf dem Feld von Pelennor statt, einer weiten, fruchtbaren Ebene zwischen den Toren Minas Tiriths, der Hauptstadt von Gondor, und dem Fluss Anduin. Die Konzeption und verschiedene literarische Entwürfe dieser Schlacht werden im Anhang zu Der Herr der Ringe erläutert.

## Handlung im Roman
Nach dem Fall der Grenzstadt Osgiliath und der Befestigungsmauer rund um den Pelennor, Gondors letztem Schutzwall, wird die Stadt Minas Tirith von Saurons Armee belagert. Während des Rückzugs nach Minas Tirith wird Faramir, Sohn des Statthalters Denethor, schwer verwundet. Denethor, der Verzweiflung nahe, weigert sich, von Faramirs Seite zu weichen und so übernimmt der Zauberer Gandalf die Verteidigung der Stadt. Währenddessen gehen die feindlichen Truppen vor Minas Tirith in Stellung. Durch eine von Sauron heraufbeschworene große Finsternis verdunkelt sich die Sonne. Die Nazgûl, für alle außer Legolas außer Sicht, fliegen auf Untieren über der Stadt, was die Moral der Verteidiger zusätzlich schwächt.
Letztendlich gelingt es den Truppen Saurons das Stadttor mithilfe des gewaltigen Rammbocks „Grond“ und der Hilfe des Hexenkönigs von Angmar einzubrechen, nachdem sie zuvor erfolglos mit Katapulten und Belagerungsgerät angegriffen haben. Im Morgengrauen betritt der Hexenkönig die Stadt und wird von Gandalf gestellt. Just in diesem Moment jedoch erscheint das Heer der Rohirrim als Verstärkung für Gondor.

### Teilnehmer
Saurons Heer aus der Stadt Minas Morgul unter dem Befehl des Hexenkönigs übertrifft die Zahl der Verteidiger aus Gondor und deren Verbündeten bei Weitem. Saurons Streitmacht beinhaltet dabei unter anderem Südlinge aus dem Lande Harad, welche riesige elefantenartige Wesen – Mûmakil genannt – als Kampftiere mit sich führen, Ostlinge aus Rhûn und Truppen aus Khand nahe Mordor sowie Scharen von Trollen und Orks.
Die Verteidiger sind zahlenmäßig deutlich unterlegen. Tolkien schreibt, dass Faramir sich in Osgiliath einer zehnfachen Übermacht stellen musste, wobei er ein Drittel seiner Männer verlor. Faramir sagt auch, der Feind könne sich es eher leisten, ein Heer zu verlieren, als sie nur eine Schar. Darüber hinaus erwähnt Tolkien eine Reihe von Kriegern aus entlegenen Provinzen Gondors, die zur Verteidigung der Hauptstadt gekommen sind. Die gesamte Verteidigungsstreitmacht ist dabei jedoch geringer als erwartet, da zur selben Zeit die Küstenprovinzen Gondors von Korsaren aus Umbar angegriffen werden.
Am Tag nach Beginn der Belagerung erscheint ein Reiterheer der Rohirrim unter ihrem König Théoden, die ebenfalls zu den Verbündeten Gondors zählen, woraufhin die eigentliche Schlacht entbrennt. Die Reiter von Rohan werden allein von den Haradrim zahlenmäßig um das Sechsfache übertroffen.
Später kommt Verstärkung aus den südlichen Küstenstädten Gondors an Bord von eroberten Korsarenschiffen den Anduin hinaufgefahren. Diese Truppen werden von Aragorn geführt, der seiner Abstammung wegen den Thron von Gondor beansprucht. Mit ihm kommt zudem eine kleine Truppe von Waldläufern aus dem Norden, die das Land Arnor vertreten.

### Ablauf der Schlacht
Die Schlacht beginnt unmittelbar, nachdem Gandalf dem Hexenkönig den Zutritt zur Stadt verwehrt. Nachdem das Stadttor von „Grond“ mit Hilfe des Hexenkönigs eingerammt worden ist, reitet der Hexenkönig durch das Tor, das „noch kein Feind je passiert hatte“. Bevor es zum Kampf zwischen den beiden kommt, erreichen die Reiter der Rohirrim das Schlachtfeld und attackieren die Belagerer. Der Hexenkönig tauscht sein Pferd gegen ein geflügeltes Untier ein und greift gezielt König Théoden an, wobei dessen Pferd getötet wird und den König unter sich begräbt.
Théodens Nichte Éowyn hat sich heimlich den Reitern angeschlossen und trägt als Mann verkleidet den Decknamen „Dernhelm“. Sie fordert nun den Hexenkönig heraus und tötet dessen Reittier, wird jedoch selbst verletzt. Der Hobbit Meriadoc Brandybock eilt ihr zur Hilfe und sticht dem Hexenkönig mit einem verwunschenen Schwert in die Kniekehle. Éowyn gelingt es daraufhin, den Hexenmeister zu erstechen, woraufhin sie in Ohnmacht fällt. Mit der Tötung des Hexenkönigs erfüllt sie eine alte Prophezeiung, wonach dieser „von keines Mannes Hand“ fallen werde.
Ihr Bruder Éomer kommt hinzu und stellt fest, dass der König tödlich verwundet ist und findet seine Schwester bewusstlos vor. In dem Glauben, sie sei tot, gerät er in Raserei und führt seine Reiterei in einen verzweifelten Angriff gegen den Feind. Währenddessen unternimmt Fürst Imrahil von Dol Amroth einen Ausfall aus Minas Tirith und findet sowohl Éowyn als auch den Hobbit. Da beide noch leben, werden sie zur Heilung in die Stadt gebracht.
Auf dem Feld von Pelennor wendet sich das Glück inzwischen gegen Gondor. Obwohl die Rohirrim dem Feind große Verluste beibringen, sind Gondors Truppen und die Verbündeten zahlenmäßig immer noch weit unterlegen. Zudem ordert Gothmog, der Befehlshaber von Minas Morgul, Verstärkung aus dem nahen Osgiliath. Éomer entscheidet sich daher, sich mit seinen Männern auf einem Hügel am Fluss zu verschanzen.
Auf dem Fluss nähert sich nun eine Flotte von Schiffen, die offenbar Saurons Verbündeten, den Korsaren, gehören, und fährt in den Hafen von Harlond ein. Im letzten Augenblick jedoch wird an Bord eines der Schiffe das alte Banner der Könige von Gondor enthüllt. Dieser Anblick allein macht den Verteidigern neuen Mut und verunsichert Saurons Streitmacht. In der Tat sind die Schiffe nicht von den Piraten bemannt, sondern von Aragorn und seinen Waldläufern, dem Zwerg Gimli, Legolas dem Elb, den halbelbischen Brüdern Elladan und Elrohir sowie zahlreichen Kriegern aus Süd-Gondor.
Dies entwickelt sich zum Wendepunkt der Schlacht. Eine große Zahl von Saurons Soldaten findet sich nun zwischen Aragorn und Éomers Reitern eingekeilt, während Imrahils Truppen von der Stadt aus vordringen. Obwohl der Vorteil nun bei Gondor liegt, zieht sich die Schlacht noch bis zum Ende des Tages hin, bis kein lebendiger Angreifer mehr übrig ist.

## Umsetzungen in der Realität

### Illustrationen
Verschiedene Künstler haben sich mit Motiven der Schlacht auf dem Pelennor befasst, unter anderem Alan Lee, John Howe, die Gebrüder Hildebrandt und Ted Nasmith.

### Radio
In der BBC-Serie The Lord of the Rings von 1981 wird die Schlacht aus zwei Perspektiven erzählt, vornehmlich jedoch von Seiten Peregrin Tuks. Man hört ihn mit Denethor diskutieren und wie in der Romanvorlage muss er Gandalf suchen, um Denethor davon abzuhalten, seinen eigenen Sohn Faramir zu verbrennen. Dieser Teil ähnelt stark der Vorlage. Der zweite Teil befasst sich mit der Schlacht selbst: die Ansprache König Théodens vor dem Angriff der Rohirrim, die hier rezitiert wird, darauf folgt Musik. Ein Sänger besingt den Ritt der Rohirrim gegen die Streitmacht der Dunkelheit, gefolgt von einem Dialog zwischen Théoden und Éomer, gesprochen von Jack May und Anthony Hyde. Der Gesang setzt erneut ein und berichtet, wie der Hexenkönig Théoden angreift und besiegt. Danach hört man Éowyns Kampf und Sieg über den Hexenkönig.

### Spielfilm
Die Schlacht stellt den zentralen Teil von Peter Jacksons Film Der Herr der Ringe: Die Rückkehr des Königs dar. Die Darstellung der eigentlichen Schlacht konzentriert sich auf die Ankunft der Rohirrim, den Kampf mit den Olifanten, den Tod des Hexenkönigs und die hinzugefügte Ankunft des „Heers der Toten“ unter Aragorn.
Gothmog, der Statthalter von Mordor, im Film Kommandant, wird als ein grotesker, missgestalteter Ork interpretiert.
Die Belagerung der Stadt beginnt damit, dass Mordors Streitkräfte wie auch im Roman die abgeschlagenen Köpfe gondorischer Soldaten in die Stadt katapultieren. Gandalf betätigt sich als General der Truppen von Gondor und organisiert die Verteidigung. Anders als im Roman nähern sich die Orks mit Belagerungstürmen der Stadt und Gandalf muss ihre Abwehr befehlen. Später greifen die Nâzgul in das Geschehen ein und zerstören zum Beispiel einige der Bliden der Verteidiger. Schließlich bricht das Stadttor und anders als im Buch dringen die Angreifer in die Stadt ein, um die Truppen Gondors bis auf die erste Ebene der auf einem Berghang errichteten Stadt zurückzudrängen.
Bei Tagesanbruch erscheinen die Rohirrim unter Théoden und vernichten einen Großteil der Orks. Abweichend von der Vorlage wird im Film zuvor dargestellt, wie Éowyn heimlich mitreitet, um an der Schlacht teilzunehmen. Auch wird hier nicht der Name Dernhelm benutzt. Die Rohirrim stellen sich nun den Mûmakil und Théoden befiehlt eine zweite Attacke gegen diese, was zu schweren Verlusten unter den Rohirrim führt. Dennoch gelingt es ihnen, einige Mûmakil mit Speeren und Pfeilen zu erlegen.
Als Théoden seine Reiter zu einem dritten Angriff sammelt, erscheint der Hexenkönig auf seinem fliegenden Ungetüm und wirft Théoden samt dessen Pferd über den Haufen. Anstelle einer Keule wie im Roman (Übersetzung von Wolfgang Krege; im englischen Originaltext: „mace“) benutzt der Hexenkönig im Film einen riesigen Flegel und ein Schwert als Waffen. Daraufhin stellt ihn Éowyn zum Kampf. Wie im Buch ist sie mit Merry zusammen geritten, der allerdings um ihre Identität weiß, und auch im Film hilft ihr der Hobbit, den Hexenkönig zu besiegen. In der Verfilmung gibt sie sich dem Hexenkönig als Frau zu erkennen, kurz bevor sie zum tödlichen Stoß ansetzt, während sie im Roman schon vor dem Kampf mit ihm ihr wahres Ich preisgibt. Kurz bevor Théoden verstirbt wechseln die beiden einige letzte Worte, während der König im Roman zu Merry spricht.
Aragorn erreicht das Schlachtfeld nur in Begleitung von Gimli und Legolas, aber mit Verstärkung durch das „Heer der Toten“ (engl. „Army of the Dead“, ein Begriff der bei Tolkien nicht vorkommt) und geht zum Angriff über. Die (Un)toten sind unbesiegbar und nicht aufzuhalten und vernichten Saurons Armee. In der Romanvorlage, wo sie an der Schlacht gar nicht teilnehmen, ist dagegen ihr Vermögen, körperlichen Schaden anzurichten, nur unklar dargestellt und es wird stattdessen ihre Fähigkeit, Angst und Schrecken hervorzurufen, herausgestellt. Nach der Schlacht entlässt Aragorn die Toten, jedoch nur nach einem Moment des Zögerns, als Gimli bemerkt, man solle sie doch wegen ihrer Nützlichkeit behalten.
Die Schlacht wurde von CNN.com auf eine Liste der besten und der schlechtesten Schlachtenszenen in der Filmgeschichte gesetzt, wobei diese Pelennorschlacht zweimal vertreten ist: einmal unter den besten Szenen, für den Moment kurz vor der Ankunft des Heers der Toten und einmal unter den schlechtesten Szenen für die tatsächliche Ankunft der Untoten vor Minas Tirith, wobei diese als „viel zu einfache faule Ausrede“ (Zitat: „oversimplified cop-out“) gescholten wird.

## Konzept und Entstehung
Sauron Defeated, der vierte Band von The History of the Lord of the Rings aus der Reihe The History of Middle-earth, enthält frühe Versionen der Schlacht. Die Unterschiede einiger Details sind dabei offensichtlich, Théoden zum Beispiel stirbt durch einen Pfeil ins Herz, anstatt unter seinem Pferd erdrückt zu werden; als Éowyn sich als Frau offenbart, hat sie ihre Haare kurz geschnitten, ein Detail, das in der endgültigen Version fehlt. Tolkien überlegte außerdem, sowohl Théoden als auch Éowyn sterben zu lassen.
In der Beschreibung der Schlacht durch Tolkien finden sich mehrfach Parallelen zu einem Bericht des Jordanes über die Schlacht auf den Katalaunischen Feldern. Beide Schlachten finden zwischen Zivilisationen des „Ostens“ und „Westens“ statt, und wie auch Jordanes beschreibt Tolkien seine Schlacht als ein legendäres Ereignis, das die Erinnerung der nachfolgenden Generationen prägte. Eine weitere Ähnlichkeit findet sich in der Art des Todes des westgotischen Königs Theoderich I. auf den Katalaunischen Feldern und dem Theodens im Herrn der Ringe. Jordanes schreibt, dass Theoderich von seinem Pferd geworfen und von seiner eigenen Armee zu Tode getrampelt wurde, die über ihn hinwegstürmte. Auch Théoden treibt noch kurz bevor er stürzt seine Kämpfer an und wird dann von seinem Pferd erdrückt. Genau wie Theoderich wird Théoden daraufhin von seinen Rittern unter Wehklagen und Gesang vom Feld getragen, während die Schlacht noch andauert.